# زرين دشت (مقاطعة فومن)
زرين دشت (بالفارسية: زرین‌دشت) هي منطقة سكنية تقع في غيلان في إيران.